# Ånäset
Ånäset è un'area urbana della Svezia situata nel comune di Robertsfors, contea di Västerbotten.
La popolazione rilevata nel censimento 2010 era di 610 abitanti .